# Lijst van Roosendalers
Dit is een chronologische lijst van Roosendalers. Het gaat om personen die in de Nederlandse plaats Roosendaal zijn geboren.

## Geboren

### tot 1800
- Hendrick Lonck (1568-1634), Nederlands zeevaarder en veroveraar Nederlands-Brazilië

### 1800 tot 1899
- Johannes van Gastel (1853-1928), boogschutter
- Willem Rassers (1877-1973), indoloog, museumdirecteur
- Emile Verviers (1886-1968), econoom, fascist en nationaalsocialist
- Harry Broos (1898-1954), atleet
- Jacques de Wit (1898-1983), tekenaar-ontwerper, schilder en glazenier

### 1900 tot 1939
- Harry de Keijser (1900-1995), atleet
- Toine Mazairac (1901–1966), wielrenner
- Dolf Kamp (1905-1987), burgemeester, dijkgraaf en schrijver
- Léon Orthel (1905–1985), componist, pianist en muziekpedagoog
- Sjoerd Groenman (1913–2000), socioloog
- Henk van Spaandonck (1913–1982), voetballer, maakte deel uit van de selectie van het Nederlands voetbalelftal bij het WK voetbal 1938
- Chris van Osta (1916–1992), atleet
- Ad Braat (1919-2000), beeldhouwer
- Fons Rademakers (1920–2007), filmregisseur, -producent en -acteur (Oscarwinnaar)
- George Knobel (1922–2012), bondscoach Nederlands voetbalelftal
- Harry Notenboom (1926-2023), bestuurder, hoogleraar en politicus (KVP/CDA)
- Jan Cartens (1929-2007), schrijver
- Jean Defraigne (1929-2016), Belgisch politicus
- Jack van Poll (1934–2022), jazzmusicus
- Harry Lockefeer (1938–2007), journalist, oud-hoofdredacteur van de Volkskrant

### 1940 tot 1959
- Theo Laseroms (1940–1991), voetballer van onder meer RBC Roosendaal, NAC Breda, Feyenoord en het Nederlands voetbalelftal
- Arend Jan Heerma van Voss (1942-2022), journalist (Haagse Post), acteur en omroepbestuurder
- Ingrid Evers (1946), historica
- Gerard Arninkhof (1949), televisiepresentator en eindredacteur NOS
- Jef Rademakers (1949), oud-televisiemaker
- Fred de Graaf (1950), politicus
- Rien Broere (1953), schrijver
- Membrandt (Christa Maatjens; 1953-2014), beeldend kunstenares
- Ad Konings (1956), onderzoeker, bioloog, uitgever en fotograaf
- Theo Schetters (1956), vaccinoloog en bioloog
- Jack Biskop (1956), politicus, lid Tweede Kamer CDA
- Joost Lagendijk (1957), GroenLinks-politicus
- Ben van Beurden (1958) CEO Shell
- Carl Ridders (1958-2008), acteur

### 1960 tot 1979
- Q.S. Serafijn (1960-2024), beeldhouwer, installatiekunstenaar, fotograaf en schrijver
- José Vriens (1963), schrijfster
- Bart Snels (1966), econoom en politicus
- Erik van Merrienboer (1966), politicus
- Marc Naalden (1968), professioneel pokerspeler
- Huub Maas (1970), atleet en duatleet
- Eric de Bie (1971), politicus
- Ingrid van Lubek (1971), triatlete
- Steven Adriaansen (1972), politicus
- Jeroen van Damme (1972), marathonloper
- Jeroen van Koningsbrugge (1973), acteur, musicus
- Frans Bauer (1973), zanger
- Bram Lomans (1975), hockeyinternational en -coach
- Harmen Fraanje (1976), pianist, componist
- Jürgen Theuns (1976), acteur, cabaretier
- Dirk Beljaarts (1978), politicus
- Ahmet Polat (1978), fotograaf en filmmaker

### 1980 tot heden
- Ron Vergouwen (1981), journalist en presentator
- Sabine Beens (1982), musicalster
- Simone Kerseboom (1984), politica (FvD)
- Jesse Klaver (1986), politicus (GroenLinks)
- Roxane Knetemann (1987), wielrenner, televisiecommentator
- Charlotte Labee (1986), model en presentatrice
- Maarten Boddaert (1989), voetballer
- Boy Scholtze (1991), politicus
- Sanneke Vermeulen (1992), paralympisch sportster en politica
- Sahil Amar Aïssa (1992), presentator
- Mounir El Allouchi (1994), voetballer
- Marissa Damink (1995), atlete
- Berry van Peer (1996), darter
- Bilal Ould-Chikh (1997), profvoetballer
- Tim van Rijthoven (1997), tennisser
- Fabiënne Bergmans (1998), zanger en winnaar van The Voice Kids
- Max Mies (2003), zanger en acteur

Alkmaar · 
Almelo ·
Almere · 
Alphen-Chaam · 
Alphen aan den Rijn ·
Amersfoort · 
Amstelveen · 
Amsterdam · 
Apeldoorn · 
Arnhem · 
Assen ·
Baarn · 
Bergen op Zoom · 
Bilthoven · 
Bolsward · 
Boxtel · 
Breda · 
Bredevoort · 
Brunssum · 
Bussum · 
Delft ·
Den Haag ·
Den Helder · 
Deurne · 
Deventer · 
Doetinchem ·
Dokkum · 
Dordrecht · 
Drachten · 
Ede · 
Eindhoven · 
Emmen · 
Enschede · 
Franeker · 
Geleen · 
Gouda · 
Groenlo ·
Groningen · 
Haarlem · 
Harlingen ·  
Heemstede · 
Heerenveen · 
Heerlen · 
Helmond · 
Hengelo · 
's-Hertogenbosch · 
Hilversum · 
Hoogeveen · 
Hoorn · 
Horst ·
Kampen · 
Kerkrade · 
Leerdam · 
Leeuwarden · 
Leiden · 
Lelystad · 
Maastricht · 
Meppel ·  
Middelburg  ·
Nijkerk · 
Nijmegen · 
Oldenzaal · 
Ommen · 
Oss · 
Rijswijk (Zuid-Holland) · 
Roosendaal · 
Rotterdam · 
Schiedam · 
Sittard · 
Sittard-Geleen · 
Sneek · 
Soest · 
Stadskanaal · 
Tegelen · 
Tiel · 
Tilburg · 
Urk · 
Utrecht · 
Veenendaal · 
Veghel · 
Venlo · 
Venray · 
Vlaardingen · 
Vlissingen · 
Wageningen · 
Warnsveld · 
Weert · 
Winschoten · 
Woerden · 
Zeist · 
Zierikzee · 
Zoetermeer · 
Zutphen · 
Zwolle